# Cantone di Cintegabelle
Il Cantone di Cintegabelle era una divisione amministrativa dell'Arrondissement di Muret.
A seguito della riforma approvata con decreto del 13 febbraio 2014, che ha avuto attuazione dopo le elezioni dipartimentali del 2015, è stato soppresso.

## Composizione
Comprendeva 7 comuni:
- Aignes
- Caujac
- Cintegabelle
- Esperce
- Gaillac-Toulza
- Grazac
- Marliac